# Xenos ivei
Xenos ivei är en insektsart som beskrevs av Kifune 1983. Xenos ivei ingår i släktet Xenos och familjen stekelvridvingar. Inga underarter finns listade i Catalogue of Life.